# Carl (Géorgie)
Pour les articles homonymes, voir Carl.
Carl est une ville américaine située dans le comté de Barrow, en Géorgie. Selon le recensement de 2020, sa population est de 209 habitants.